# VFW 614

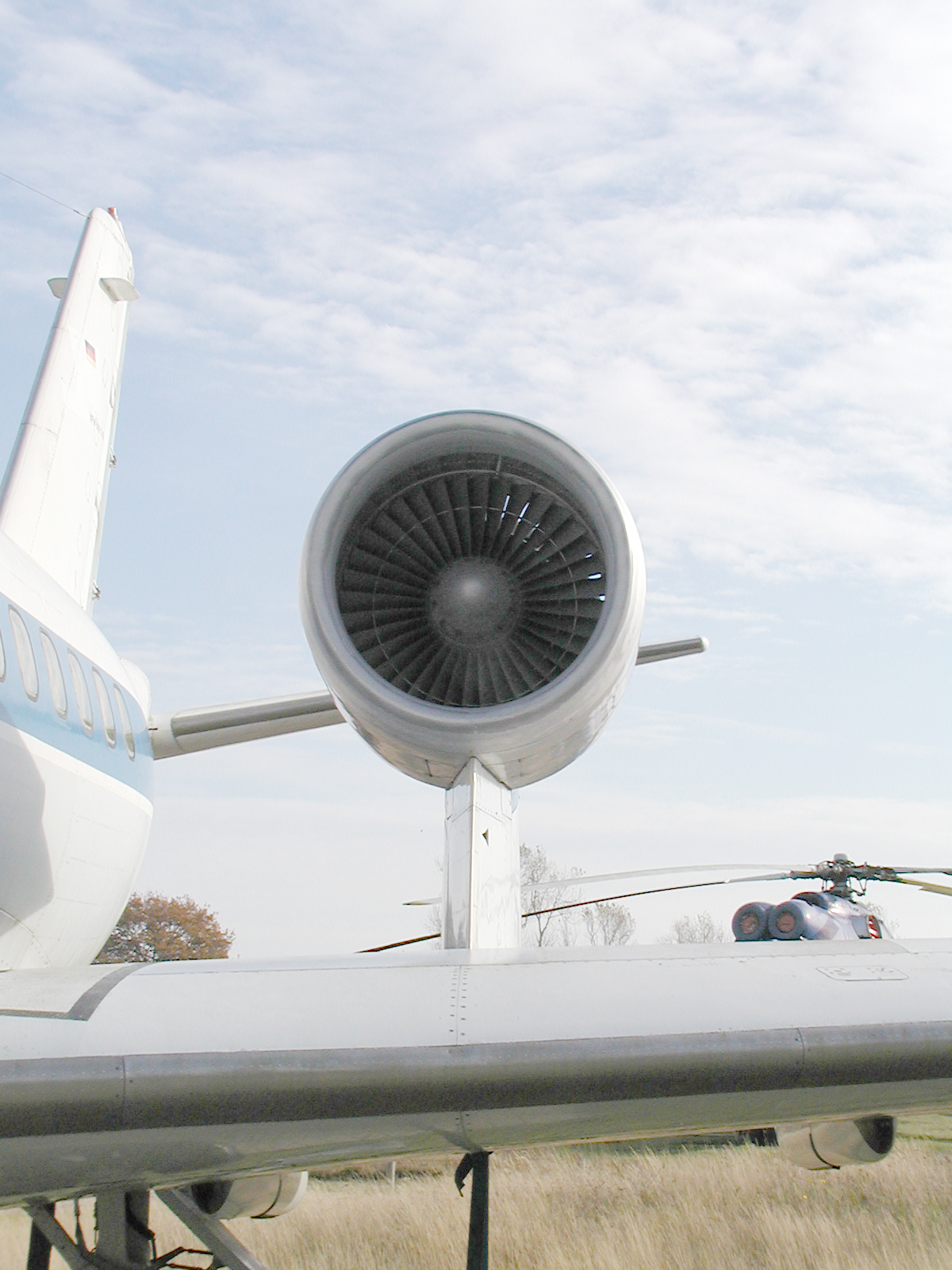
Ungewöhnlich – Triebwerksanordnung auf der Tragfläche

Dreiseitenansicht

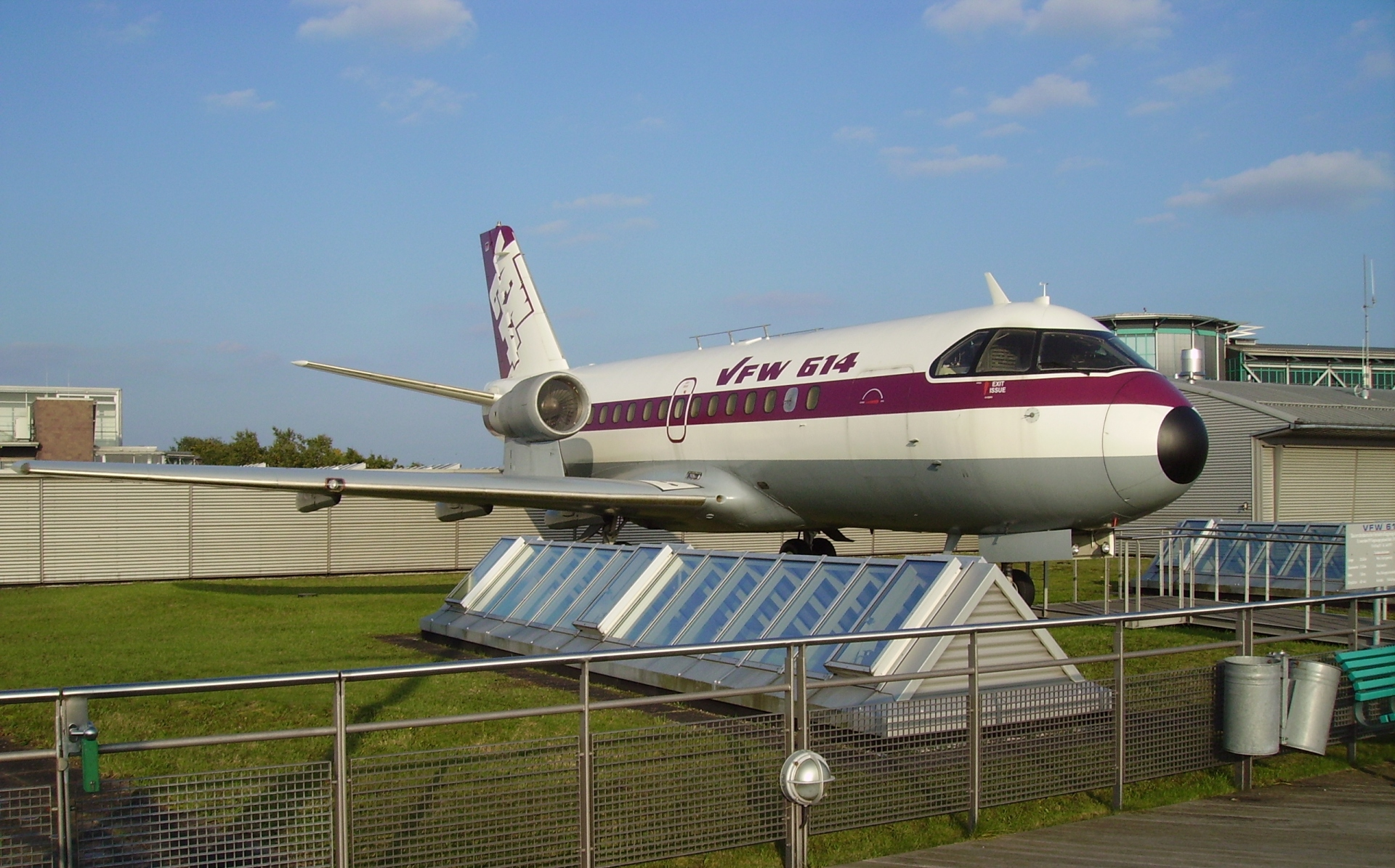
VFW 614 am Bremer Flughafen in ursprünglicher Werksbemalung

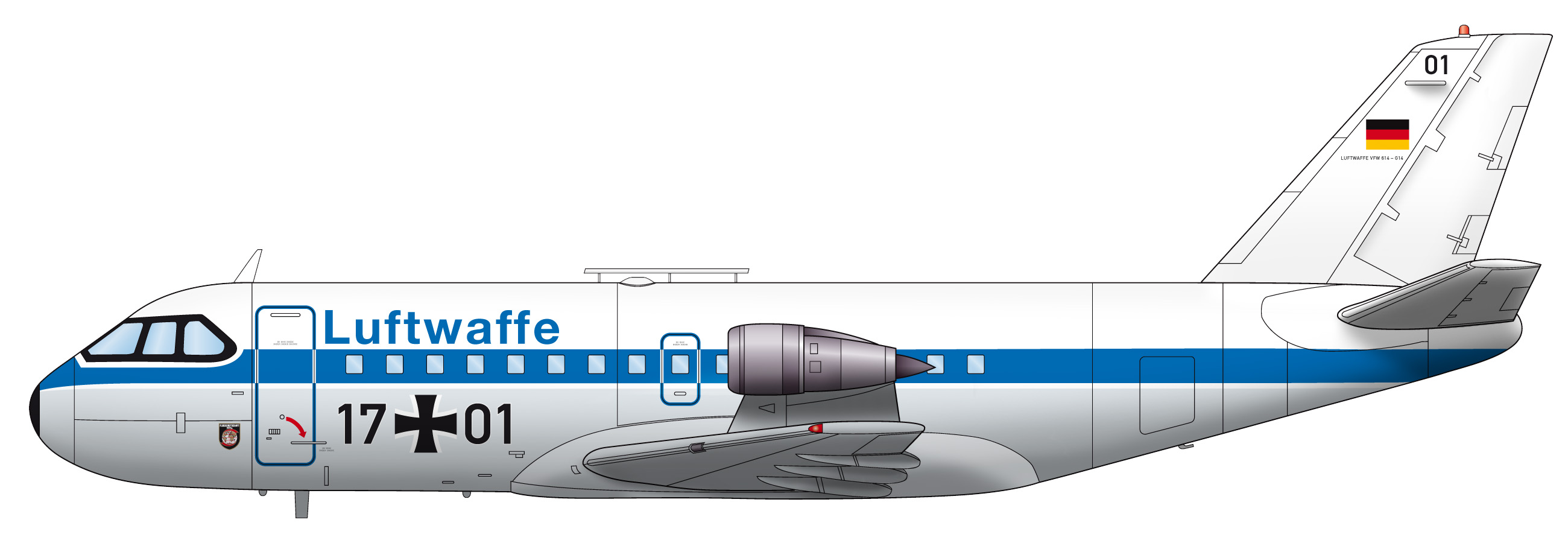
VFW 614 der Flugbereitschaft des BMVg

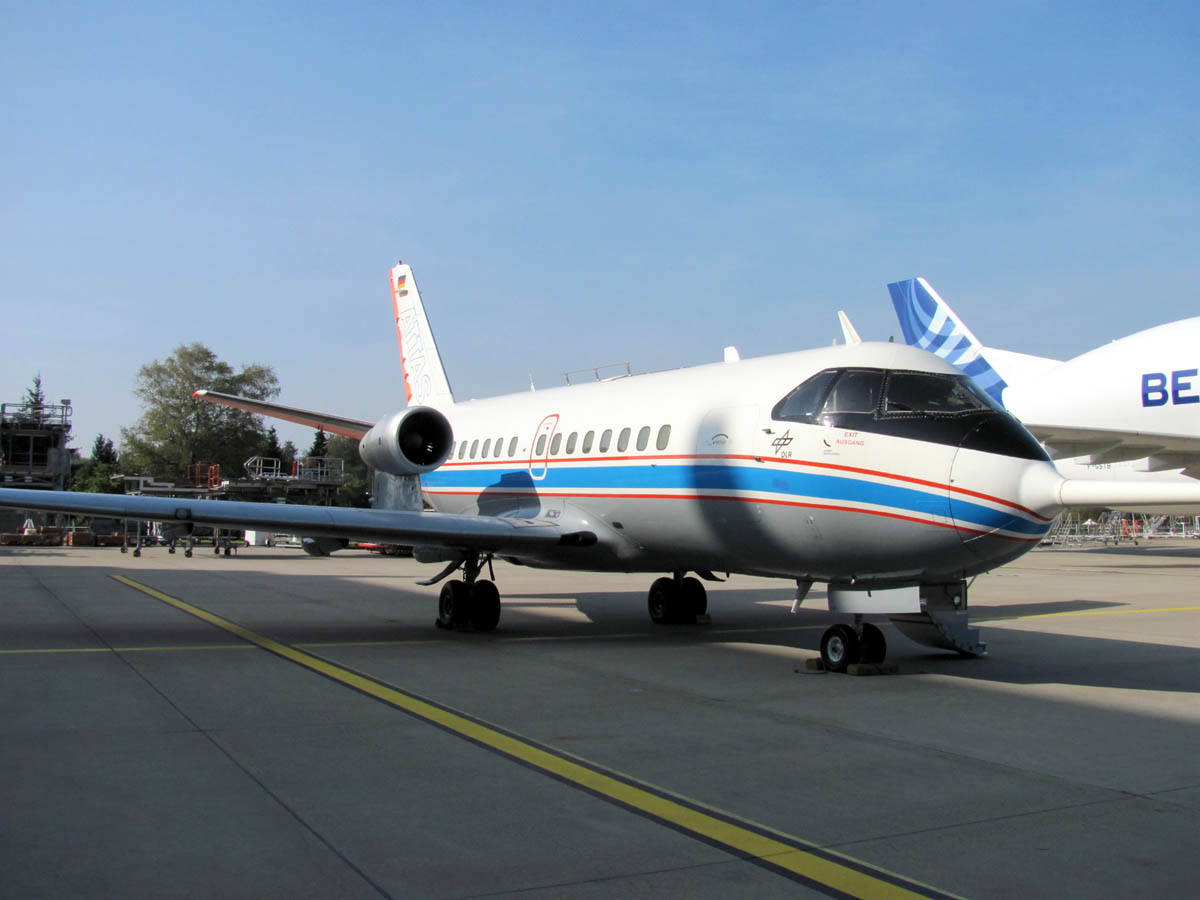
VFW 614 ATTAS bei der Veranstaltung „100 Jahre Hamburg Airport“ am 24. September 2011

Die VFW 614 ist als Passagierflugzeug ein mit zwei Strahltriebwerken ausgerüsteter Tiefdecker. Sie war das erste in der Bundesrepublik Deutschland nach dem Zweiten Weltkrieg entwickelte Flugzeug, das auch im Linienbetrieb eingesetzt wurde.

## Geschichte
Die Entwicklung der VFW 614 begann 1961 unter der Leitung von Programmchef Rolf Stüssel mit dem Ziel, einen Ersatz für die veraltete DC-3 zu schaffen. Es war geplant, einen Jet zu konstruieren, der die Eigenschaften einer robusten kurzstartfähigen Propellermaschine aufweisen sollte. 1969 übernahm das niederländische Unternehmen Fokker VFW und damit auch das Projekt.
Der Rollout fand am 5. April 1971 in Bremen statt. Der 32-minütige Erstflug erfolgte am 14. Juli 1971 mit Leif Nielsen und Hans Bardill an Bord. Zu dieser Zeit lagen zwar zusammen 26 Optionen von Bavaria und General Air zum Erwerb der Maschine, aber keine Festbestellungen vor. Die Besonderheit dieser ansonsten konventionellen Maschine war die Position der Triebwerke, die oberhalb der Tragflächen an Pylonen montiert waren. Grund war der geplante Einsatz der Maschinen in Entwicklungsländern, wo es häufig zu Triebwerkschäden kommt, weil die Triebwerke Sand und kleine Steine von den oft schlecht vorbereiteten Pisten einsaugen. Aus diesem Grund wurde auch auf eine Schubumkehranlage verzichtet. Ebenso konnte das Fahrwerk kurz und entsprechend stabil gehalten werden.
Die Maschine wurde von zwei Piloten gesteuert und konnte 40 bis 44 Passagiere in der Sitzanordnung 2+2 aufnehmen.
Während der Erprobungsphase ging der erste Prototyp D-BABA am 1. Februar 1972 verloren (siehe Abschnitt Zwischenfälle). Nach einer Änderung des Winkels der V-Stellung beider Hälften des Höhenleitwerks wurde die Zulassung vom Luftfahrt-Bundesamt am 23. August 1974 erteilt. Die Maschine zeigte gute Leistungen und insbesondere ihre Start- und Landeeigenschaften waren gut.
Die Maschine der Vereinigten Flugtechnischen Werke-Fokker GmbH (VFW-Fokker) wurde kein kommerzieller Erfolg, es wurden insgesamt nur 13 Serienmaschinen gebaut. Staatliche Mittel (600 Millionen D-Mark für die VFW 614) flossen zunehmend in das Airbus-Programm. Bis zum Ende der Serienfertigung am 31. Dezember 1977 bestellte die Touraine Air Transport acht Maschinen, die Air Alsace drei und die dänische Cimber Air zwei. Die erste Serienmaschine (G4) für die Cimber Air flog am 28. April 1975.
Dazu kamen noch drei Flugzeuge für die Flugbereitschaft des Bundesministeriums der Verteidigung. Die Bundeswehr bezahlte 1977 12,5 Millionen DM pro Maschine. Diese Maschinen waren noch bis März bzw. September 1998 bei der Luftwaffe im Einsatz.
Da auch der Verkauf nach Amerika für die United States Coast Guard und Osteuropa scheiterte, stellte die Bundesregierung die Unterstützung der Entwicklung ein. Kurz darauf beschloss Fokker am 15. Dezember 1977 die Einstellung der Serienfertigung. Auch zur Entwicklung der verlängerten Version GAC 616 kam es nicht mehr. Die Mehrzahl der Flugzeuge wurde 1980 an den Hersteller zurückgegeben, der sie entweder verschrottete oder der Bundeswehr für Sprengversuche überließ. Die drei Jets der Flugbereitschaft BMVg wurden bis 1998 betrieben, danach dann an die dänische MUK-Air verkauft. Diese konnte den Flugbetrieb mit dem Muster aber nie aufnehmen.
Die letzte noch flugfähige Maschine dieses Typs war die D-ADAM des Deutschen Zentrums für Luft- und Raumfahrt (DLR), die als ATTAS (Advanced Technologies Testing Aircraft System) auf dem Flughafen Braunschweig stationiert war. Das DLR hatte die Maschine 1981 aus der Konkursmasse von VFW erworben und bis 1985 zum Forschungsflugzeug für die Simulation von Flugeigenschaften eines noch nicht gebauten Typs umgebaut. Aufgrund von verstärkt auftretendem Verschleiß und der Tatsache, dass die Ersatzteilbeschaffung sich zunehmend schwieriger gestaltete, wurde das Flugzeug am 27. Juni 2012 offiziell aus dem Flugbetrieb genommen.
Am 7. Dezember 2012 startete die ATTAS zum letzten Flug einer VFW 614 vom Forschungsflughafen in Braunschweig zur Flugwerft Schleißheim des Deutschen Museums in München. Das Museum erhielt das Forschungsflugzeug als Geschenk für seine umfangreiche Luftfahrtsammlung.

## Nutzung

### Betreiber
Dänemark
- Cimber Air

 Frankreich
- Air Alsace
- Touraine Air Transport[4]

 BR Deutschland
- Deutsches Zentrum für Luft- und Raumfahrt (DLR)
- Luftwaffe

## Zwischenfälle
- Am 1. Februar 1972 ging während der Erprobungsphase der erste Prototyp der VFW 614 (D-BABA) verloren, als die Maschine auf Grund eines Konstruktionsfehlers aus einer Höhe von 3000 Metern über dem Flughafen Bremen abstürzte. Der Testpilot Leif Nielsen und der Ingenieur Jürgen Hammer konnten sich mit Fallschirmen retten, der Copilot Hans Bardill verunglückte jedoch tödlich. Ihm gelang zwar noch der Ausstieg, er vermochte jedoch wegen einer Ohnmacht nicht mehr den Fallschirm zu öffnen. Ursache des Absturzes waren durch den Abgasstrom der Turbinen angeregte antisymmetrische Resonanzschwingungen (Flattern) des Höhenleitwerks (siehe auch Flugunfall einer VFW 614 in Bremen).[5]

## Technische Daten
| Kenngröße              | Daten                                                  |
| ---------------------- | ------------------------------------------------------ |
| Besatzung              | 2                                                      |
| Passagiere             | 40                                                     |
| Länge                  | 20,60 m                                                |
| Spannweite             | 21,50 m                                                |
| Höhe                   | 7,84 m                                                 |
| Flügelfläche           | 64 m²                                                  |
| Flügelstreckung        | 7,2                                                    |
| Kabinenbreite          | 2,66 m                                                 |
| Kabinenhöhe            | 1,92 m                                                 |
| Leermasse              | 12.180 kg                                              |
| beladen                | 17.180 kg                                              |
| max Startmasse         | 19.950 kg                                              |
| Reisegeschwindigkeit   | 720 km/h in 7600 m Flughöhe                            |
| Höchstgeschwindigkeit  | 780 km/h (Mach 0,697)                                  |
| Steigleistung          | 15,75 m/s (3100 ft/min)                                |
| Dienstgipfelhöhe       | 7620 m (25000 ft)                                      |
| Startstrecke           | ca. 850 m                                              |
| Landestrecke           | ca. 620 m                                              |
| Landegeschwindigkeit   | 160 km/h                                               |
| Minimalgeschwindigkeit | 157 km/h                                               |
| Reichweite (leer)      | 2010 km                                                |
| Reichweite (beladen)   | 1200 km                                                |
| Triebwerke             | 2 Rolls-Royce/Snecma M45 H Mk.501 mit je 32,4 kN Schub |

## Verbleib
Die erste am 28. August 1975 an die Cimber Air übergebene Maschine (G4, OY-TOR) ist heute im Technikmuseum Speyer zu sehen.
Eine Maschine dieses Typs (Seriennummer G15, F-GATI) wurde 1997 von Daimler-Benz Aerospace Airbus zu einem Technologiedemonstrator (ATD) umgebaut. Dazu wurden Teile der Avionik und die komplette Flugsteuerung ausgetauscht. Sie wurde mit dem Fly-by-wire-Flugsteuerungssystem ausgerüstet und sollte als Versuchsträger für den Airbus A380 dienen. Die Maschine stand von Januar 2002 bis zum 3. April 2014 auf der Besucherterrasse des Bremer Flughafens. Sie ist im Frühjahr 2006 restauriert worden und hat dabei eine neue Lackierung erhalten, die dem Werksdesign der G11 (D-BABK) entspricht. Seit 2018 wird sie auf dem Airbusgelände in Hamburg-Finkenwerder, auf dem dortigen Museumsplatz ausgestellt.
Eine Maschine (G18) ist seit 2003 im Luftschiff- und Marinefliegermuseum Aeronauticum in Nordholz ausgestellt, und eine weitere (G14) befand sich seit 2003 im EADS-Werk Lemwerder bei Bremen. Sie sollte von der Universität Oldenburg als Kabinensimulator für schwingungstechnische Versuche modifiziert werden. Aus finanziellen Gründen scheiterte dieses Projekt im Februar 2008. Das Deutsche Technikmuseum Berlin bemühte sich seit 2005 um diese Maschine. Im Februar 2008 konnte das Flugzeug auf dem Landweg nach Berlin überführt werden und wurde zwischenzeitlich am ehemaligen Flughafen Tempelhof mit demontierten Tragflächen in einem Hangar eingelagert. Nach der Schließung des Flughafens (und damit des Hangars) ist die Maschine mit wieder montierten Tragflächen auf dem Freigelände ausgestellt.
Die letzte Maschine des Typs (G19) befindet sich seit 2003 in Besitz der Firma Lufthansa Ressource Technical Training. In dieser EASA-Part-147-Trainingsschule dient die VFW 614 als Flugsimulator für Wartungsarbeiten. Seit ihrem letzten Flug im Jahre 2003 auf das Flugfeld St. Athan in Südwales ist die G19 im Sommer 2010 mit Lufthansa Ressource Technical Training auf den Cotswold Airport in England umgezogen.
Die oben erwähnte ATTAS des DLR wurde in der Ausstellungshalle der Flugwerft Oberschleißheim des Deutschen Museums München aufgestellt. Am 15. Oktober 2013 fand die feierliche Übergabe an das Museum statt. In seiner Ansprache betonte DLR-Vorstand Johann Wörner, dass sich vor allem die Ingenieure des DLR-Standorts Braunschweig für die Übergabe an das Deutsche Museum starkgemacht hätten.